# ランベス宮殿

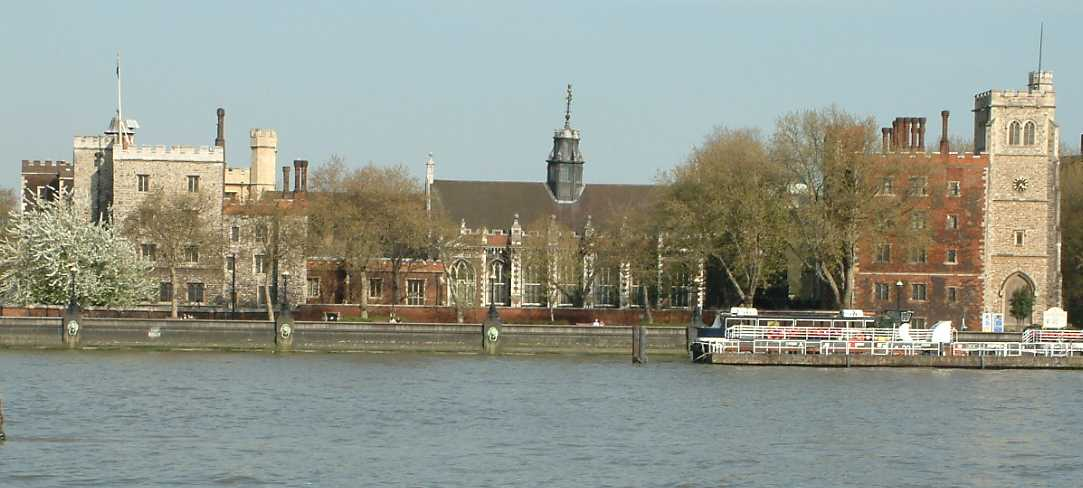
テームズ川越しにランベス宮殿を見る。

ランベス宮殿（英語: Lambeth Palace）はイングランド教会カンタベリー大主教のロンドンにおける公邸で、カンタベリーにおける公邸はオールド宮殿である。ランベス区の北部で、テームズ川の右岸（南岸）にあり、ウェストミンスター宮殿の川向かいにある。 

## 歴史
ランベス宮殿もともとランベス・マナー（Manor of Lambeth）またはランベス・ハウスと呼ばれていた場所を、1200年ごろカンタベリー大主教が取得している。現存する一番古い建物はそこのチャペルで、古イングランド風（English Gothic architecture）である。ロラード塔は1435～40年のもので、この名が示すように、ここは17世紀には監獄として使用されていた。
大広間は17世紀中期の「イングランド内戦」で、オリバー・クロムウェルの清教徒軍に略奪されて、王政復古後の1663年に修復されている。
建物はイギリス指定建造物1級（Grade I）の指定を受けている。胸壁のある門はハンプトン・コート宮殿の時計塔に似ていて、チュードル期の特徴がある。

## ランベス会議
アングリカン・コミュニオン（聖公会）の主教の10年ごとの集まりであるランベス会議は初回の1867年以来ここで開催されていた。人数が増えるに従って他へ移り、名称は変わらないが最近はでケント州にあるケント大学カンタベリー校で開かれている。

## 図書館
構内にはカンタベリー大主教のランベス宮殿図書館があり、イングランド教会の重要な記録を保存している。もともと1610年にリチャード・バンクロフト（Richard Bancroft）大主教によって公共図書館として作られものである。

## セント・メアリー・アト・ランベス教会
構内にはまた、St Mary-at-Lambeth教会もある。聖塔は1377年のもので、その他は1851年に増築された。1972年に教会としては使用中止されて、現在は庭園博物館（Garden Museum）となっている。

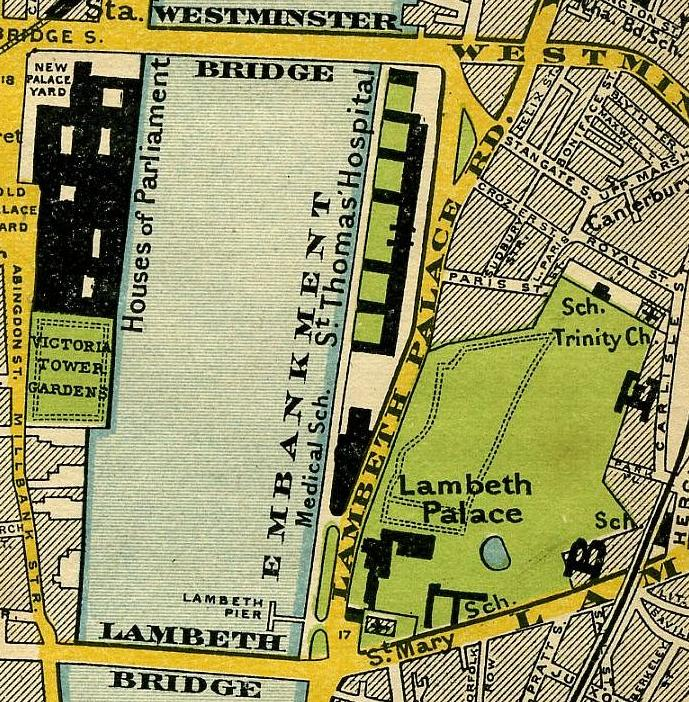
1897年の地図で、ランベス宮殿、ランベス橋、ウェストミンスター宮殿（国会議事堂）、ウェストミンスター橋を示す。
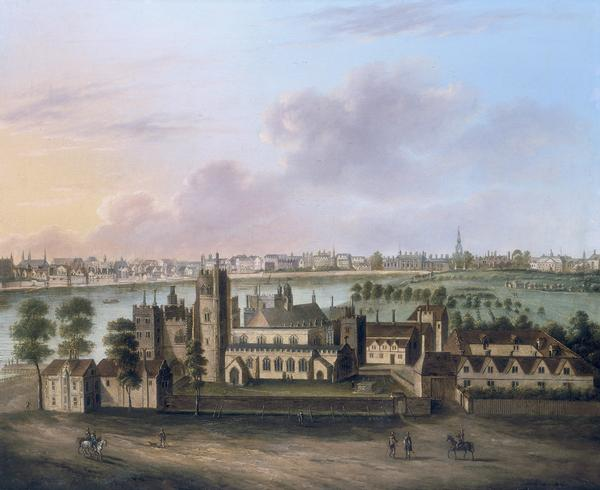
川向こうも見える眺めで（1685ごろ）、ロラード塔がよく見える。
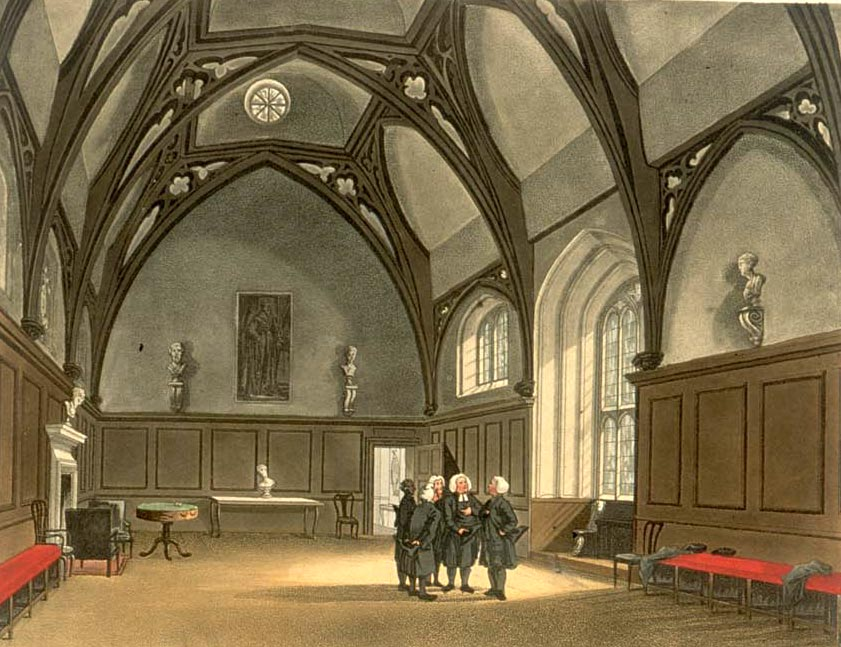
守衛室
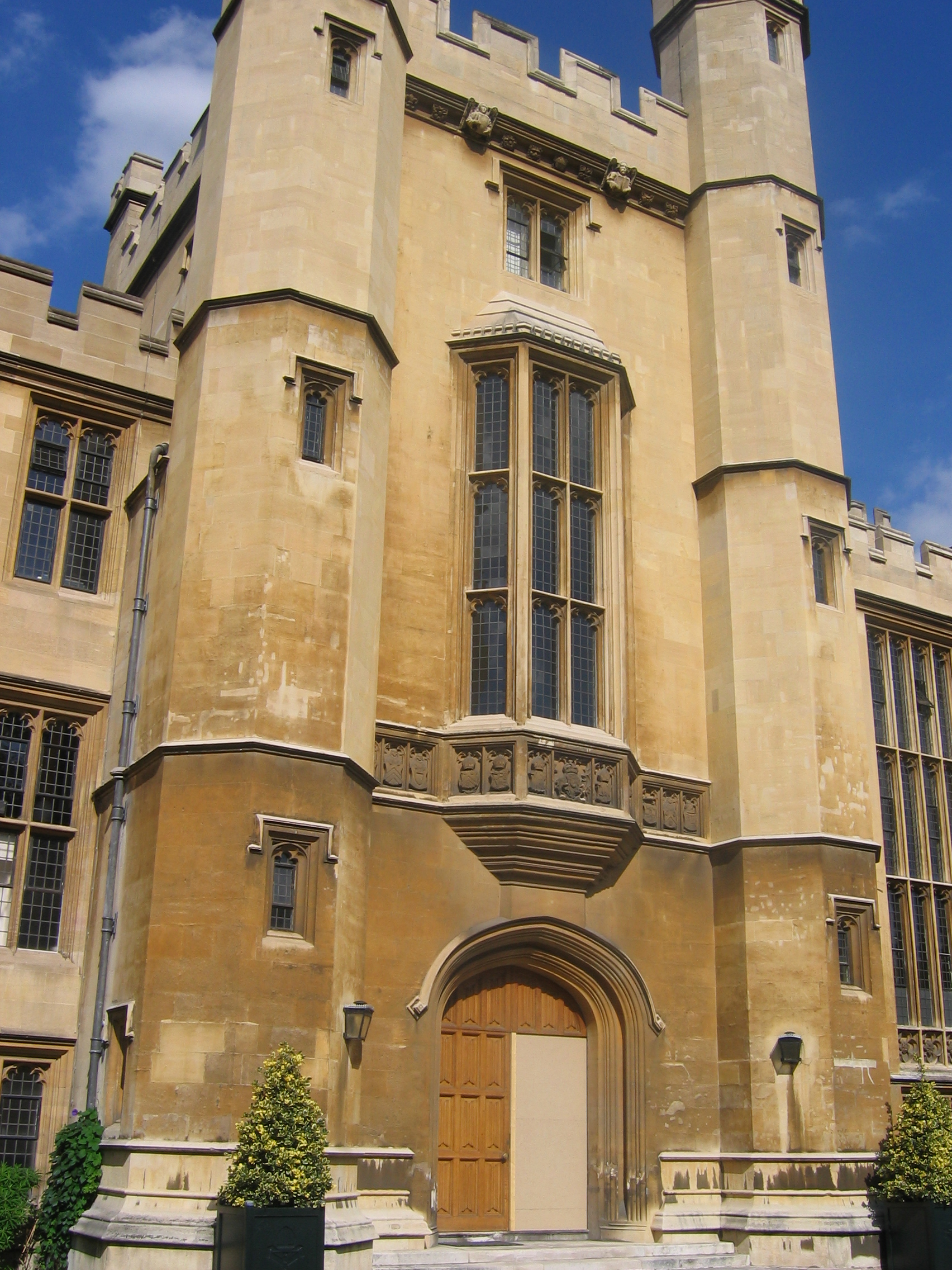
ランベス宮殿の門（入り口）
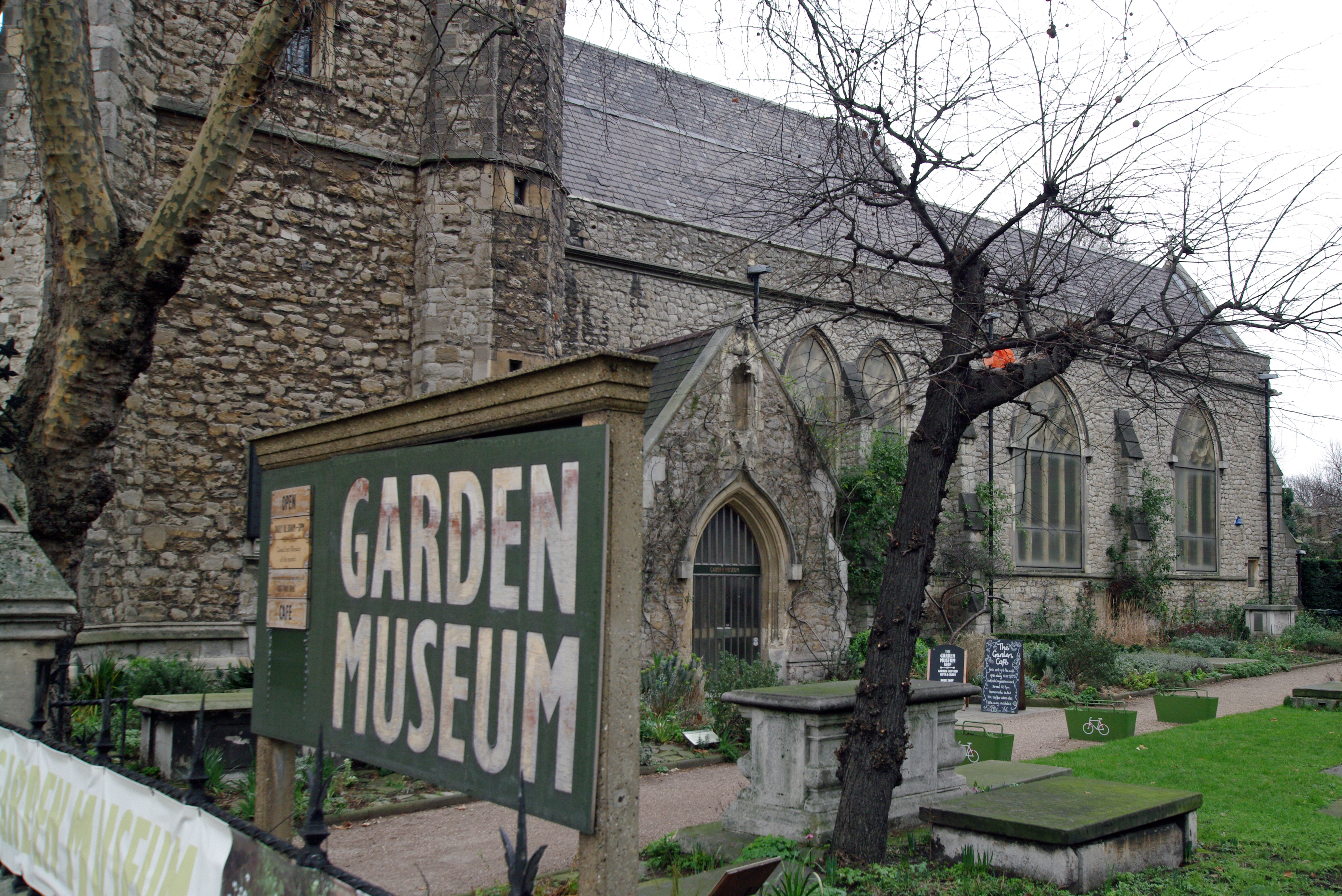
庭園博物館への入り口

## 参照項目
- オールド宮殿